# Pulmonoscorpius kirktonensis
Il pulmonoscorpio (Pulmonoscorpius kirktonensis) è un enorme scorpione estinto, vissuto nel Carbonifero inferiore (circa 345 milioni di anni fa). I suoi resti sono stati rinvenuti in Scozia.

## Uno scorpione gigante
In vita, questo gigantesco scorpione poteva raggiungere la lunghezza di un metro. Il pulmonoscorpio era probabilmente uno dei principali predatori del suo ambiente e, al contrario dei suoi antenati altrettanto grandi (come Brontoscorpio), questo scorpione probabilmente era già un abitante della terraferma. Il suo aculeo velenifero era eccezionalmente grande rispetto alle chele e quindi si presume che il pulmonoscorpio utilizzasse quest'arma per bloccare e paralizzare le prede, piuttosto che farle a pezzi con le chele.

## Giacimento eccezionale
Il giacimento scozzese di East Kirkton, dove sono stati rinvenuti i resti di questo scorpione, ha restituito anche i fossili di alcuni anfibi e tetrapodi primitivi, tra cui Eucritta melanolimnetes, Casineria kiddi e Westlothiana lizziae.